# ベアトリス・ド・ブルボン
ベアトリス・ド・ブルボン（Beatrice de Bourbon, 1320年 - 1383年12月23日）は、ブルボン公ルイ1世とマリー・ダヴェーヌの末娘で、ボヘミア王ヨハンの2度目の王妃。チェコ語名はベアトリクス・ボウルボンスカー（Beatrix Bourbonská）、ドイツ語名はベアトリクス・フォン・ブルボン（Beatrix von Bourbon）。

## 生涯
1334年、先妻エリシュカ（ボヘミア王ヴァーツラフ2世の娘、1292年 - 1330年）と死別していたヨハンと結婚した。2人の間には1男1女が生まれた。
- ヴェンツェル1世（1337年 - 1383年）　ルクセンブルク公およびブラバント公
- ボナ

ヨハンが1346年にクレシーの戦いで戦死すると、翌1347年にベアトリスはウード2世・ド・グランシーと再婚したが、子供は生まれなかった。